# Артавазд (премия)
Артавазд (арм. Արտավազդ) — ежегодная национальная театральная премия Армении, вручаемая по итогам театрального года. Традиционно проходит 27 марта в Международный день театра

## История
Премия была образована в 2002 году. Организатором мероприятия выступил Союз театральных деятелей Армении. Своё название получила в честь армянского царя Артавазда II, считающегося одним из основателей национального армянского театра. Премия имеет тринадцать номинаций, и вручается по итогам театрального года. В 2010 году впервые прозвучал гимн театральной премии «Артавазда», который был написан  Ваге Айрапетяном и Овиком Текгезяном В 2011 году, присуждение премии, было посвящено 80-летию Хорена Абрамяна, в связи с чем, в этот год, вручалась одноимённая премия. В 2012 году, присуждение премии, было посвящено 70-летию Союза театральных деятелей Армении и прошло под покровительством президента Армении Сержа Саргсяна. Спустя год, в 2013 году премия была посвящена 125-летию со дня рождения великого армянского драматического актёра Ваграма Папазяна. В этом же году, в номинации "Лучший молодой режиссёр" был зафиксирован своеобразный рекорд - впервые бронзовый царь достался второй год подряд одному и тому же человеку. Им оказался Самсон Мовсисян.

## Номинации
- «Лучший актёр»
- «Лучшая актриса»
- «Лучшая молодая актриса»
- «Лучший молодой актёр»
- «Лучший актёр второго плана»
- «Лучшая актриса второго плана»
- «Лучший режиссёр»
- «Лучшим молодым постановщиком»
- «Лучший спектакль»
- «Лучшая молодёжная постановка»
- «Лучшая пьеса»
- «Лучшая музыка»
- «Лучшая сценография»

НЕ ПОСТОЯННЫЕ ПРЕМИИ
- Премия имени Хорена Абрамяна (2011)[5]
- «За достойное служение театральному искусству»(2011)[5]
- Золотая медаль союза театральных деятелей Армении(2011[5]; 2012[9])
- За честь и достоинство (2012)[9]
- Премия имени Тиграна Левоняна(2012)[9]
- Премия имени Ваграма Папазяна (2013)[8]